# Saint-Gingolph (Zwitserland)
Saint-Gingolph is een dorp en gemeente gelegen in Zwitserland én Frankrijk, op de grens tussen beide landen. Het Franse deel ligt in het departement Haute-Savoie en het Zwitserse in het kanton Wallis. De rivier de Morge vormt de grens.
Saint-Gingolph is een oud plaatsje aan het meer van Genève, gebouwd op de zuidelijke kant van de bergen, kijkend naar het noorden, in de richting van Lausanne, Vevey en Montreux. Het Zwitserse deel van Saint-Gingolph telt 951 inwoners.

## Geboren
- Sabine Weiss (1924-2021), Zwitsers-Franse fotografe